# Arhopala irregularis
Arhopala irregularis är en fjärilsart som beskrevs av George Thomas Bethune-Baker 1903. Arhopala irregularis ingår i släktet Arhopala och familjen juvelvingar. Inga underarter finns listade i Catalogue of Life.

## Bildgalleri

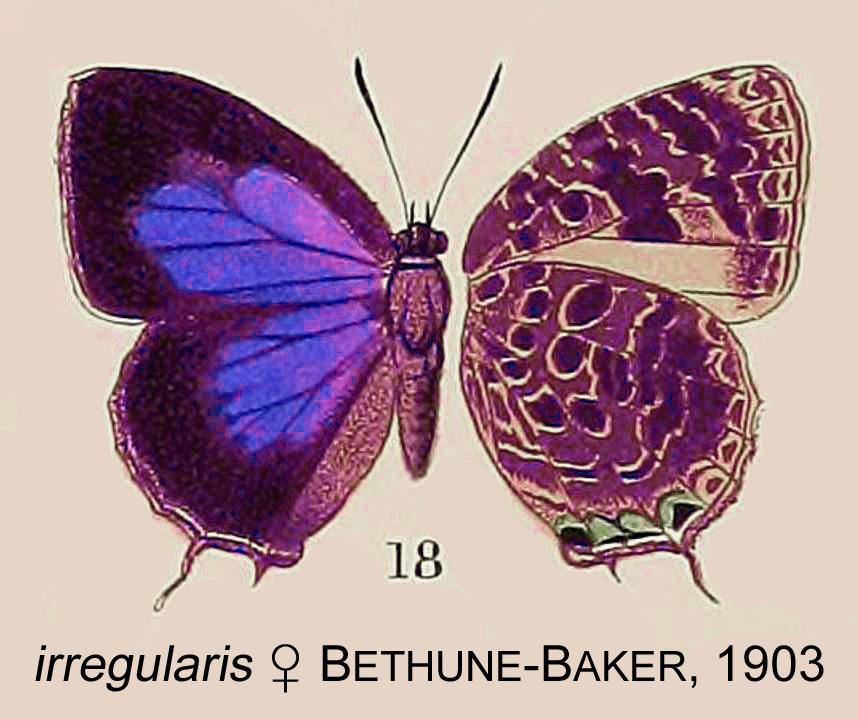
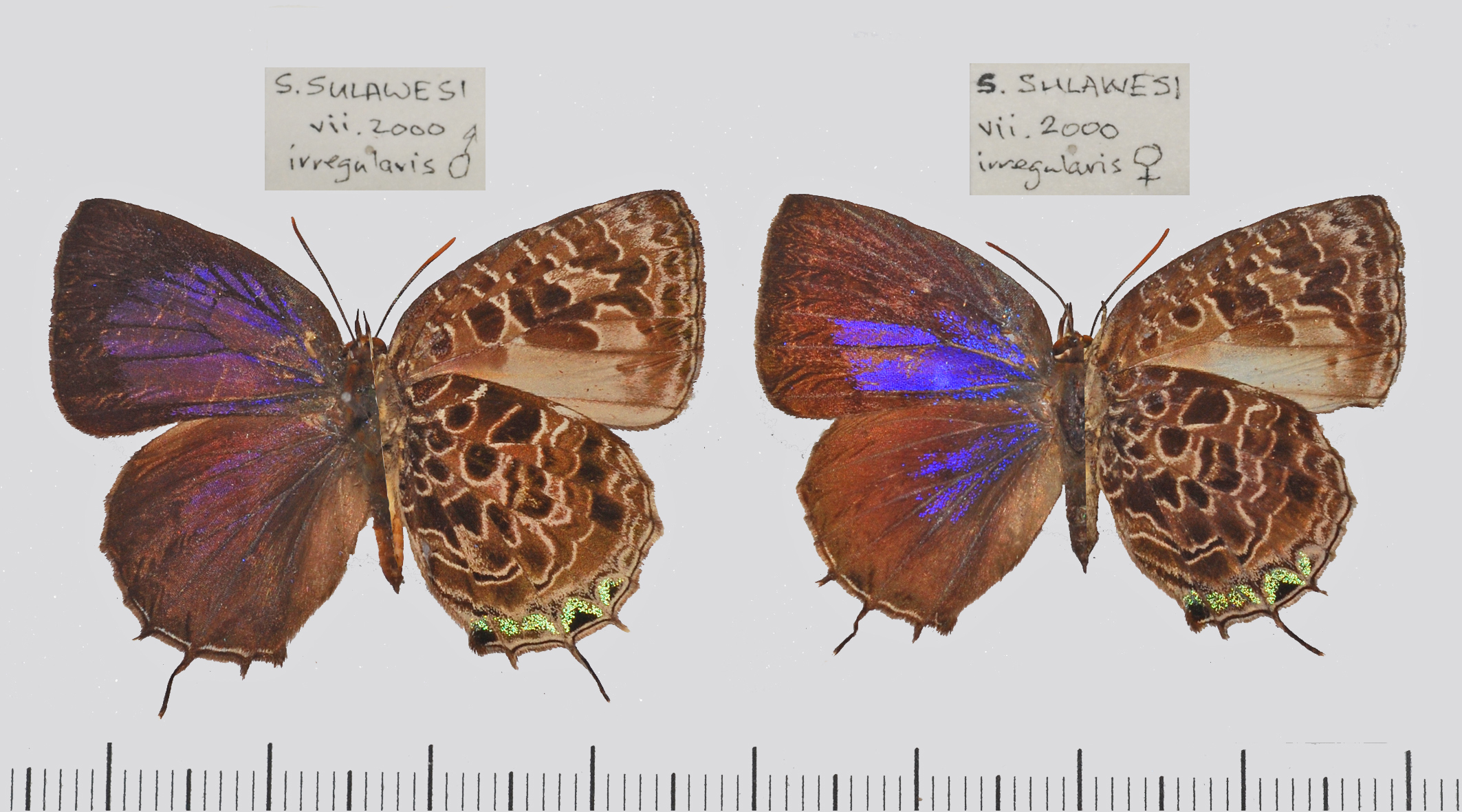